# Sina Ataeian Dena
Sina Ataeian Dena (Ahvaz, 1983) è un regista cinematografico, sceneggiatore, produttore cinematografico e artista iraniano con cittadinanza tedesca.

## Biografia

### Regista
Sina Ataeian Dena ha studiato regia cinematografica presso l'Università d'Arte Sooreh di Teheran. Nel 2009 il suo cortometraggio d'animazione "Especially Music" ha vinto la  competizione internazionale del Festival Internazionale del Cortometraggio di Teheran.  Successivamente, Sina Ataeian Dena ha realizzato il suo primo lungometraggio Paradise (titolo originale: Ma dare behesht ). È stato responsabile della scrittura, della regia e della produzione del film insieme al suo partner di produzione Yousef Panahi. Le riprese hanno richiesto tre anni per essere completate, poiché il film non ha ricevuto né il permesso ufficiale di ripresa né finanziamenti governativi in Iran. Paradise, un dramma sulla violenza subliminale, ruota attorno alla vita di una giovane donna nella Teheran moderna che lavora come insegnante in una scuola femminile nella periferia. Paradise Paradise ha avuto la sua prima mondiale nel 2015 nella competizione principale del 68º Festival del Film di Locarno. È stato nominato per il Pardo d'Oro e ha vinto il Premio della Giuria Ecumenica e il Swatch Art Peace Hotel Award.  Successivamente, Paradise è stato proiettato in numerosi festival cinematografici internazionali e ha vinto ulteriori nomination e premi. Al 15º Festival Internazionale di Cinema di Marrakech, il presidente della giuria Francis Ford Coppola ha conferito a Sina Ataeian Dena il Premio Speciale della Giuria per Paradise. Paradise .
Nel 2018, Snoeck Publishing ha pubblicato Paradise Handbook, che delinea le strategie sovversive utilizzate nel film per eludere le restrizioni del regime repressivo.
Nel 2023, Dena è stato produttore e consulente drammaturgico del dramma sociale iraniano Critical Zone diretto da Ali Ahmadzadeh. Entrambi sono stati premiati con il Pardo d'Oro per il miglior film al Festival del Film di Locarno. Ataeian ha dovuto accettare il premio da solo, poiché ad Ahmadzadeh è stato impedito l'ingresso nell'area Schengen. Nel suo discorso, Ataeian Dena ha parlato del ruolo centrale che gli artisti svolgono nei sistemi repressivi e ha invocato solidarietà e libertà d'espressione. Il discorso ha avuto un'ampia risonanza. Il film ha vinto ulteriori premi, ad esempio al Festival Internazionale del Cinema di Haifa e al Festival Internazionale del Cinema Art-House di Batumi.
Ataeian Dena è stato produttore associato e consulente drammaturgico del documentario di Steffi Niederzoll Seven Winters in Tehran, sulla vita di Reyhaneh Jabbari e la sua lotta per i diritti delle donne. Il film ha vinto numerosi premi, tra cui il Compass Perspective Award e il Premio per la Pace alla Berlinale 2023, il Premio F:act alla sua prima internazionale al CPH:DOX e il Bavarian Film Award 2024.
Insieme a Kia Ataiean Dena, è co-autore del nuovo film di Henner Winckler Science of happiness. Il suo ultimo lavoro Wolves come sceneggiatore e regista è il primo progetto di serie animata del Mercato di Coproduzione della Berlinale. È co-fondatore della società di produzione cinematografica Counterintuitive Film.
Insegna presso la Deutsche Film- und Fernsehakademie (DFFB, Accademia Tedesca di Cinema e Televisione) e nell'Università delle Arti di Berlino (UdK). Tiene seminari di scrittura creativa, regia, drammaturgia e recitazione, oltre a tecniche di animazione generate al computer.

### Artista
Nel 2018, Ataeian Dena ha esposto fotografie e l'installazione video "Altering Realities" nella mostra "Hidden Secret" insieme alle opere degli artisti Francis Alys e !Mediengruppe Bitnik nella galleria d'arte contemporanea Villa Merkel in Germania.  L'installazione video "Home" è stata presentata da Ataeian Dena nel 2018 come parte della mostra "Studio Bosporus" presso il Museo per il Presente Hamburger Bahnhof, Berlino.
Nel 2016, 2017 e 2018, Sina Ataeian Dena ha ricevuto borse di studio dal Goethe-Institut per la residenza d'artista Kulturakademie Tarabya a Istanbul. Nel 2018/2019 è stato borsista presso la residenza d'artista Swatch Art Peace Hotel a Shanghai. Attualmente vive a Berlino.
È co-fondatore del collettivo di performance pubblica Exhilium, fondato nel 2020 e presente, tra gli altri eventi, al Karneval der Kulturen di Berlino nel 2023.
Le sue opere d'arte provocatorie sui disastri ambientali nella sua città natale di Ahvaz e in altri luoghi del mondo hanno attirato l'attenzione. La sua videoarte, i dipinti e le fotografie sono stati esposti in rinomati musei d'arte contemporanea come la Staatliche Kunsthalle Baden-Baden e il Künstlerhaus Bethanien, oltre che in gallerie d'arte come la SOMA Gallery Berlin .

## Filmografia parziale

### Regista, sceneggiatore e produttore
- 2015: Paradise
- 2013: Wind in the Alley (Videoarte)
- 2013: Homo (Videoarte)
- 2006: Third Gender (Documentario)
- 2004: Freak out (Videoarte)

### Regista e sceneggiatore
- 2012: Arghaj (Documentario)
- 2010: Life Tuning (Documentario)
- 2009: Especially Music (Animazione, Cortometraggio)
- 2009: Yar-e-dare (Cortometraggio con animazione)

### Consulente drammaturgico e produttore
- 2023: Critical Zone
- 2023: Seven Winters in Tehran